# 초평동 (오산시)
초평동(楚坪洞)은 대한민국 경기도 오산시의 서남쪽에 위치한 동이다. 화성시와 경계를 접하고 있다.

## 개요
1914년 4월 1일 일제의 행정구역 개편에 따라 청호면, 초평면, 산성면, 문시면 등 4개의 면이 성호면으로 통합되어 오늘날 오산시의 기초가 되었다. 초평동은 오산 서부의 전형적인 전원도시로 농, 공, 주거지역이 공존하는 지역적 특성이 있으며, 1989년 1월 1일 오산이 시로 승격되면서 옛지명을 되찾아 초평동이 되었다.

## 법정동
- 서동(西洞)
- 벌음동(伐音洞)
- 탑동(塔洞)
- 두곡동(斗谷洞)
- 누읍동(樓邑洞)
- 가수동(佳水洞)

## 교육
- 오산초등학교
- 가수초등학교
- 가수중학교

## 아파트
| 단지명                               | 건설사               | 시행사                                     | 주소               | 입주               | 비고 |
| ------------------------------------ | -------------------- | ------------------------------------------ | ------------------ | ------------------ | ---- |
| 오산 세교2지구 중흥S-클래스 에듀하이 | 중흥건설             | 중흥건설                                   | 고을로 15 (누읍동) | 2024년 10월        |      |
| 호반써밋 라프리미어                  | 호반건설             | ㈜호반자산개발                             |                    | 2026년 10월 (예정) |      |
| 더샵 오산 엘리포레                   | 포스코건설           | ㈜아시아신탁 ㈜서동개발                    | 여들동로 26 (서동) | 2023년 12월        |      |
| 오산세교 우미린 레이크시티           | 우미건설             | 우미건설                                   |                    |                    |      |
| 오산 세교2지구 칸타빌 더 퍼스트      | ㈜대원               | ㈜대원                                     |                    |                    |      |
| 오산 1차 SK VIEW                     | ㈜에스케이에코플랜트 | 신한자산신탁㈜ ㈜고운건설 ㈜고운하이스카이 |                    |                    |      |
| 오산 2차 SK VIEW                     | ㈜에스케이에코플랜트 | 신한자산신탁㈜ ㈜고운건설 ㈜고운하이스카이 |                    |                    |      |